# SELFISH (Hilcrhymeのアルバム)
『SELFISH』（セルフィッシュ）は、Hilcrhymeが2022年9月28日にユニバーサル ミュージックから発売した11枚目のオリジナルアルバム。

## 概要
- 前作『FRONTIER』より1年ぶり、通算11枚目のオリジナルアルバム。
- 配信シングル『Be one feat. NITE FULL MAKERS』『あと数センチ』、テレビアニメ「ピーター・グリルと賢者の時間 Super Extra」のエンディングテーマである『コイゴコロ』を含めた全9曲収録。当初は10曲収録の予定であったが、9曲となった。
- ソロ名義のアルバム『FOOLISH』と同時発売。これに関してTOCは「HilcrhymeとTOC、2組のソロプロジェクトがニューアルバムを同時に出して、2つのツアーを同時にまわる。誰もやってないことだから俺がやる。こんなに我儘（SELFISH）でこんなに無謀で愚かな(FOOLISH)なアーティストは俺だけだ」とコメントしている[1]。
- 初回限定盤DVDには前作収録曲である「FRONTIER」「夢見る少女じゃいられない～夢見ル少年～」「夜光性」、今作に収録されている「Be one feat. NITE FULL MAKERS」のミュージックビデオを収録。

## 収録曲

### CD
1. Introduction -Morning Routine-
(作詞・作曲：TOC）
2. あと数センチ
(作詞：TOC / 作曲・編曲：TOC・WATARU）
配信限定シングル。MBS系ドラマシャワー『先輩、断じて恋では！』エンディング主題歌。
3. コイゴコロ
(作詞：TOC / 作曲・編曲：TOC・Br'z)　
テレビアニメ『ピーター・グリルと賢者の時間 Super Extra』エンディングテーマ。『ヨリドコロ』のアンサーソングとして製作された。同アニメにはTOCが声優としてゲスト出演している[2]。
4. Be one feat. NITE FULL MAKERS
(作詞：SWAMP・TOC・TOTOROW・USU / 作曲・編曲：SWAMP・TOC・TOTOROW・USU・DJ TAZAWA・CHIVA）
配信限定シングル。TOCがメジャーデビュー前に所属していた地元新潟のHIP HOPグループ、NITE FULL MAKERSを客演に迎えている。
5. 限界突破
(作詞・作曲：TOC）
6. 十二月一日
(作詞：TOC / 作曲・編曲：TOC・Br'z)　
歌詞には元メンバーであるDJ KATSUが2017年12月1日に大麻取締法違反の疑いで逮捕され、その後、ユニバーサルミュージックとのレコーディング契約の解除、CDおよび映像作品全タイトルの出荷停止と回収、当時開催を予定されていたファンクラブ限定ツアーの公演中止、グループとしての無期限の活動停止、DJ KATSUの脱退をそれぞれ発表した際のTOCの状況が綴られている[3]。アルバム発売後となる2022年12月1日にPVが公開された[4]。
7. 父の心得
(作詞：TOC / 作曲・編曲：TOC・Br'z)
8. アクセサリ
(作詞：TOC / 作曲・編曲：TOC・WATARU）
9. SELFISH
(作詞：TOC / 作曲・編曲：TOC・WATARU）

### DVD
初回盤のみ、ミュージックビデオ集
1. Be one feat. NITE FULL MAKERS
2. FRONTIER
3. 夢見る少女じゃいられない〜夢見ル少年〜
4. 夜光性